# Trachylepis megalura
Trachylepis megalura este o specie de șopârle din genul Trachylepis, familia Scincidae, descrisă de Peters 1878. Conform Catalogue of Life specia Trachylepis megalura nu are subspecii cunoscute.